# Ö
De Ö (onderkast ö) (spreek uit: umlaut-o of o met trema) is een in het Latijns alfabet voorkomende letter. De letter wordt gevormd door het karakter O met een daarboven geplaatst trema.

## Trema
O met trema wordt gebruikt om een aparte klank te maken, zoals in het woord coördinatie, dat wordt uitgesproken als co-ordinatie.

## Umlaut
Bij een Umlaut O, zoals in het Duits gebruikt wordt, wordt de letter uitgesproken als een eu. In het Limburgs heeft deze letter vaker een klank als in het Franse woord 'oeuf'.
Er zijn drie plaatsnamen in Nederland met de letter Ö: Höchte, Höfke, en Harmöle. Alle drie zijn dicht bij de Duitse grens, maar 'Höfke' is ook de Limburgse naam van die plek.

## Weergave op de computer
Bij Microsoft Windows: Alt+148.